# Nona spedizione antartica sovietica
La nona spedizione antartica sovietica si svolse dal 1963 al 16 marzo 1965. Era comandata dall'esploratore e oceanografo Michail Somov, che aveva già comandato la prima spedizione antartica sovietica. 
Per la prima volta partecipò a una spedizione antartica sovietica  anche uno scienziato britannico, un glaciologo C. Swithbank, che faceva parte del programma di scambio scientifico tra i due paesi e che l'anno successivo pubblicò una relazione su questa sua esperienza.

## Organizzazione
Per il trasporto dei membri e delle attrezzature della spedizione dal Mar Baltico all'Antartide furono impiegate due navi: 
- RV Ob, l'ammiraglia; si trattava di un rompighiaccio di 130 m di lunghezza e 12.600 tonnellate di stazza.
- Estonia, una nave passeggeri.

## Attività di ricerca
L'attività di ricerca scientifica della spedizione fu suddivisa tra due gruppi.
Il primo gruppo si occupava di aspetti di geofisica:
- sismologia
- geomagnetismo
- correnti telluriche
- aurore polari
- raggi cosmici
- propagazione delle onde radio
- scienza dell'atmosfera
- meteorologia

Il secondo gruppo si occupava di attività sul campo:
- cartografia e mappatura dei nuovi territori
- oceanografia
- geologia
- glaciologia